# 沈宝藩
沈宝藩（1935年7月—），男，汉族，上海人，中国中医学家，新疆维吾尔自治区中医医院首席专家、教授、主任医师，第三届国医大师。